# 晋熙镇
晋熙镇，是中华人民共和国安徽省安庆市太湖县下辖的一个乡镇级行政单位。是太湖县政府所在地，新城、老城均坐落于镇内

## 人口和面积
截止2011年末，辖区总人口8.29万人，其中城镇常住户口41321人，城镇化率50%。另有流动人口7700人。总人口中，男性42468人，占51%；女性40467人，占49%；14岁以下9365人，占11.29%；15—64岁64341人，占77.58%；65岁以上9229人，占11.13%。总人口中以汉族为主，达   82755人，占99.78%；有回族、苗族等2个少数民族，共180人，占0.22%。2011年人口出生率7.9‰，人口死亡率4.0‰，人口自然增长率3.9‰。
总面积167.08平方千米。其中陆地154.9平方千米，占92.7%；水域12.18平方千米，占7.3%。人口密度为每平方千米494人。

## 行政区划
晋熙镇下辖以下地区：
东关社区、西关社区、长河社区、东园社区、晋熙社区、站前社区、九龙村、南园村、程岭村、刘羊村、观音村、梅河村、花亭湖村、天台村、阳冲村、晋阳村、湖宾村、晋湖村、岔路村和芭蕉村。